# Ботиевская ВЭС
Бо́тиевская ВЭС (укр. Бо́тієвська ВЕС) — крупнейшая ветровая электростанция Украины наземного типа, расположенная рядом с селом Приморский Посад Приазовского района Запорожской области.
Установленная мощность энергостанции составляет 200 МВт. Строительство осуществлялось в две очереди: в 2012 году было запущено 30 установок «Vestas V-112», в 2014 году — ещё 35. 
В 2020 году электростанцией было сгенерировано 607,7 млн кВт⋅ч.
Ботиевская ВЭС управляется компанией «Винд Пауэр», дочерней структурой энергетического холдинга ДТЭК финансово-промышленной группы «Систем Кэпитал Менеджмент».

## Работа над проектом ВЭС

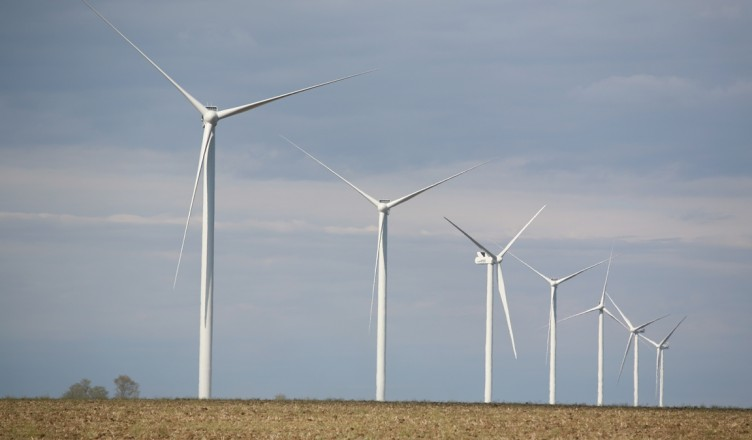

В 2008 году была разработана и утверждена концепция развития бизнеса ДТЭК в области ветроэнергетики, а 16 октября 2008 года — образована дочерняя компания «Винд Пауэр» (как развитие проекта «Мистраль»), которая отвечает за развитие ветроэнергетического бизнеса ДТЭК.
В начале 2009 года «Винд Пауэр» начал анализ перспективных площадок для размещения станций, при этом в качестве основных регионов для развертывания портфеля проектов рассматривались Крым и Приазовье. Несмотря на более высокий ветропотенциал в Крыму, на тот момент не менее 7 частных проектов-конкурентов уже пробовали запустить проекты ВЭС на полуострове, но заметно не продвинулись в этом направлении. В то же время очевидными плюсами Приазовья является развитая сеть ЛЭП и значительный ветровой потенциал.
Мониторинг ветра с ноября 2009 года проводился на территории Азовского побережья Запорожской и Донецкой областей. По данным трёхлетних наблюдений средняя скорость на площадке Ботиевской ВЭС на высоте 70 м составила 7,3—7,7 м/c. Среди площадок, на которых проводились ветроизмерения, Ботиевская была определена как наиболее перспективная, в результате чего было принято решение о строительстве в этом районе пилотного проекта.
Ботиевская ВЭС — первая станция ветропарка «ДТЭК Приазовский», общая проектная мощность которого по планам ожидается 550 МВт. Согласно «Программе повышения уровня энергоэффективности Запорожской области на 2016—2020 гг.» компания «Винд Пауэр» финансирует постройку третьей очереди в 2018 году в объёме 3,5 млрд гривен, четвёртой очереди в 2019 году в размере 3,7 млрд гривен, пятой очереди в 2020 году — в размере 3,9 млрд гривен.

## Подготовка к строительству
С целью учёта мнения местной общины в 2010 году были проведены общественные слушания для жителей сёл Ботиево и Приморский Посад, после которых компания «Винд Пауэр» взяла на себя дополнительные социальные обязательства. В апреле 2010 года были заключены договора аренды земли.
Перед строительством проверку на наличие взрывоопасных материалов времён Второй мировой войны осуществляли специалисты МЧС. Несмотря на обоснованные подозрения, ничего опасного для строительства обнаружено не было.
Специалисты орнитологической станции, которая входит в международную ассоциацию и проводит исследования по европейским методикам, проводили годичный мониторинг перемещения птиц в регионе. По результатам наблюдений сделан вывод о минимальном влиянии ветроустановок на птиц и летучих мышей. В 2013 году «Винд Пауэр» завершил исследование влияния Ботиевской ветроэлектростанции на птиц и летучих мышей, подтвердив безопасность современных ветротурбин для их жизнедеятельности. Воздействие ветротурбин Ботиевской ВЭС на птиц и животных, согласно данным круглогодичного мониторинга, оценено как низкое. Экологи применили комплексный подход для оценки всех факторов воздействия на природу.
В рамках подготовки к проекту в 2012 г. было привлечено 107 млн евро под строительство первой очереди станции. Позже, в рамках подготовки к строительству второй очереди, было привлечено ещё 138 млн евро, организаторами кредита сроком на 10 лет выступили LandesBank Berlin и датское государственное экспортно-кредитное агентство EKF.

## Строительство
Строительство Ботиевской ВЭС было начато в июле 2011 года.
4 октября 2012 года состоялся официальный запуск первых турбин, на котором присутствовал Президент Украины Виктор Янукович.
Производителем ветряных турбин для Ботиевской ВЭС является Vestas Deutschland, немецкое подразделение датской компании Vestas Wind Systems AS. Каждая из 65 ветряных турбин Vestas V-112 состоит из 11 основных компонентов. Длина лопасти (самого большого компонента) составляет 55 метров при весе 12 тонн, высота башни — 94 метра, а общая высота конструкции — 149 метров. Площадь поверхности, описываемой лопастями турбины, составляет почти 1 гектар. Суммарный вес агрегата без фундамента составляет 400 тонн, вес нижней секции башни составляет 78 тонн. Лопасть совершает до 13 оборотов в минуту.
Во время строительства ветротурбины транспортировались морем из немецкого порта в Браке в порт Мариуполя, откуда перевозились автотранспортом к месту установки. На монтаж и установку одного ветряка затрачивалось около трёх дней. Фундамент каждого ветрогенератора укреплён железобетонными сваями диаметром 1.2 м, забитыми на глубину до 28 метров. Фундамент содержит более ста тонн арматуры. Башня внутри полая, в ней находится лестница и лифт. Монтаж ветроустановок второй очереди станции длился с сентября 2013 года по апрель 2014 года. Планируется третья очередь станции с постройкой ещё 30 ветряков, чтобы мощность станции составила 300 МВт.
Высоковольтное оборудование, в том числе модульные подстанции 10 и 35 кВ, коммутационные элегазовые ячейки типа PASS 170 кВ, общеподстанционный пульт управления, релейная защита для станции были поставлены украинским подразделением международной компании ABB Group. Это оборудование позволило выдавать мощность станции в сети ОАО «Запорожьеоблэнерго».
Проект здания диспетчерского пункта управления ветроэлектростанцией разработан запорожским архитектором Виктором Лукашовым.
Строительство станции на условиях генерального подряда обеспечивала компания «Вира», проектирование — «Донтехпром». Общий объём инвестиций в станцию составил около 339 млн евро.

## Эксплуатация
По сообщению ДТЭК, на момент ввода в эксплуатацию Ботиевская ВЭС входила в пятёрку крупнейших ветроэлектростанций Центральной и Восточной Европы.
Ввод станции в эксплуатацию призван обеспечить необходимой электроэнергией юг Запорожской области. Среднегодовая выработка станции ожидалась на уровне 686 млн кВт⋅ч электроэнергии в год. Фактическая среднегодовая выработка в период 2014—2017 оказалась 632 млн кВт⋅ч.
Первая электроэнергия Ботиевской ВЭС поступила в Объединённую энергосистему Украины в конце 2012 года В декабре 2012 года для станции был установлен «зелёный тариф» в 11,3 евроцента / кВт⋅ч. Коэффициент использования установленной мощности — 36,2 % (2010).
Персонал станции составляет около 20 человек.
Администрация ВЭС располагается в диспетчерской в селе Приморский Посад. Планируется, что из диспетчерской Ботиевской ВЭС будет осуществляться управление Приморской и Бердянской ВЭС — следующими станциями ветропарка «ДТЭК Приазовский».
На территории ВЭС находится вертодром, сертицифированный с допуском воздушных суден массой до 5,7 тонн.
Ветроэлектростанция является популярным объектом промышленного туризма. Так, в 2016 году станцию посетили более тысячи туристов.
4 октября 2013 года на станции произошло возгорание одной из турбин, пожар на которой длился более шести часов. С момента появления дыма турбина была автоматически остановлена и отключена от высоковольтной сети; станция продолжила свою работу.

## Экология
Станция расположена на плато, менее чем в 300 метрах от берега, частично на территории Ботиевского сдвига почвы (берег Обиточного залива в 1 км на запад от устья реки Корсак).
С января 2013 года при участии общественной экологической организации «Лагуна» проводился годичный мониторинг влияния Ботиевской ВЭС на птиц и летучих мышей. Воздействие ветротурбин Ботиевской ВЭС на птиц и летучих мышей оценено как низкое. Отмечено низкое влияние станции на мигрирующих птиц. Не было выявлено негативного воздействия работающих ветровых установок на колонии грачей в период наблюдений с осени 2013 до июня 2015 годов. Исследования показали нахождение в границах допустимых значений уровней шума, инфразвука, электромагнитного излучения возле основания ветротурбин, на расстоянии 10 метров и 500 метров, на рабочих местах персонала станции.
Экологический эффект работы Ботиевской ВЭС в 2016 году оценивался эквивалентному сокращению выбросов в атмосферу 646 тыс. т углекислого газа.